# Christo Stanczew
Christo Stanczew (bg. Христо Станчев; ur. 16 listopada 1969) – bułgarski zapaśnik walczący w stylu klasycznym. Zajął szesnaste miejsce na mistrzostwach świata w 1997. Srebrny medalista mistrzostw Europy w 1995; siódmy w 1994. Wicemistrz świata juniorów w 1988 roku.